# Dida Diafat
Dida Diafat est un boxeur de muay-thaï et acteur français né à Bab El Oued, en Algérie, le 24 avril 1970.
Il a remporté 11 titres de champion du monde de 1991 à 1998, et a popularisé ce sport en France, notamment auprès des jeunes de banlieues. En 1999, il rédige son autobiographie, Dida. De l'enfer de la banlieue à Hollywood, qui est adaptée à l'écran sous le titre de Chok Dee en 2005, film dont il est co-scénariste et où il tient son propre rôle.

## Biographie

### Enfance
Dida Diafat est né à Bab El Oued en Algérie le 24 avril 1970. À la suite d'un empoisonnement du sang, il arrive en France à l'âge de 3 mois et est recueilli par sa grand-mère, qui l'élève à Villiers-le-Bel en travaillant comme gardienne d'immeuble et femme de ménage dans un centre social,. L'école ne lui réussit pas : indiscipliné et bagarreur, il se fait renvoyer du lycée. Participant à de nombreux affrontements entre bandes rivales, Dida Diafat est arrêté à l'âge de 18 ans et passe quelques mois en prison.

### Débuts dans la boxe
En 1988, Dida Diafat découvre la boxe thaïlandaise au « Derek Boxing Club » de La Courneuve. 
Ces passionnés vont l'initier à ce nouveau sport en vogue dans les banlieues, la « boxe thaï ». Parmi ses partenaires de salle on retrouve Joël César, Joss. Dida Diafat, enthousiaste mais aussi inconscient du travail nécessaire[réf. nécessaire], veut absolument boxer. Trois semaines après ses débuts, il dispute son premier combat, qu'il perd. Il comprend que ce sport n'est pas si simple, que gagner demande de la patience et du travail.

### Série de victoires
Après plusieurs défaites, il décide d'aller en Thaïlande (le pays du muay-thaï) afin de s'améliorer et part donc pour Bangkok. Le voyage est financé par sa grand-mère, qui emprunte 4 000 francs (environ 600 euros). Il reste dans un camp d'entraînement pendant six mois, puis revient en France. Il retournera par la suite plus de 40 fois en Thaïlande.
En 1991, il décroche son premier titre de champion du monde dans la catégorie des -63.5 kilos, par une victoire au 3e round par KO face au Thaïlandais Sone Narrine (à Nanterre). En 1993, il devient champion du monde face à Ramon Dekkers.
Entre 1991 et 1998 (date de son dernier combat), il remporte ainsi 11 titres de champion du monde. Ses matchs sont diffusés le samedi soir en première partie de soirée sur Canal+, ce qui assoit sa popularité.

## Reconversion

### Cinéma
Dida Diafat rencontre Jean-Claude Van Damme en Thaïlande, avec qui il devient vite ami. Ce dernier lui offre un petit rôle dans son film 
Légionnaire en 1998.
En 1999, Dida Diafat publie un livre autobiographique décrivant son parcours, Dida. De l'enfer de la banlieue à Hollywood, en collaboration avec l'écrivain et journaliste Henry-Jean Servat. Ce livre fait l'objet d'une adaptation à l'écran en 2005, intitulée Chok Dee (« bonne chance » en thaï). Dida Diafat, qui en est le co-scénariste aux côtés de Véra Belmont et Xavier Durringer, y joue son propre rôle.
Il fait ensuite une apparition dans la série télévisée Engrenages en 2008, et joue dans le film de zombies Mutants en 2009.

### Marque de vêtements
En 2001, Dida Diafat crée sa propre marque de vêtements de sport et de streetwear, Kobey. Cette dernière faisait en 2009 près d'un million d'euros de chiffre d'affaires. Une partie des bénéfices générés par Kobey est reversée à des associations qui œuvrent en faveur des jeunes issus des quartiers en difficulté.

### Implications pour les banlieues
Proche de certaines personnalités politiques de droite, il sert de « bouclier » à Patrick Ollier (maire UMP de Rueil-Malmaison) lors des émeutes de 2005, et organise une rencontre entre la ministre de l'Intérieur Michèle Alliot-Marie et des jeunes de Villiers-le-Bel lors des émeutes de 2007. En janvier 2008, Bernard Laporte, secrétaire d’État au sport, le nomme officiellement « chargé de mission » pour organiser et développer les sports de combat dans toutes les banlieues de France. La même année, il rejoint le conseil municipal de la ville de Chaumontel (Val-d'Oise), ville dans laquelle il ouvre une salle de sport pour les jeunes, le « Dida Boxing Club ».

## Filmographie
- 1998 : Légionnaire de Peter MacDonald
- 2005 : Chok-Dee de Xavier Durringer - Ryan
- 2008 : Engrenages - Nadir (saison 2, épisodes 4/5/6)
- 2009 : Mutants de David Morley - Virgile

## Palmarès
- 11 titres de champion du monde, de 1991 à 1998[4].
- Élu meilleur boxeur pieds-poings en 1993, 1994 et 1995[4].
- Récipiendaire en 1997 de la plus prestigieuse récompense de Thaïlande, le vase Songh Shaï, jusqu'alors jamais donné à un Occidental[2]